# Замок в Недзице
Замок в Недзице или Дунаец (пол. Zamek w Niedzicy, лат. Castrum de Dunajecz, венг. Nedecvár, Nedec-Vár, словен. Nedeca, нем. Burg Dunajec, Burg Nisitz) — средневековая крепость, расположенная на берегу Чорштынского водохранилища, в селе Недзица-Замек, в регионе Польский Спиш (или Замагурзе), в Новотаргском повяте, в Малопольском воеводстве, на юге Польши. Замок, вероятно, был построен в начале XIV века Кокошем Берзевичем. Скорее всего на этом месте ранее уже имелись оборонительного сооружения.

## История

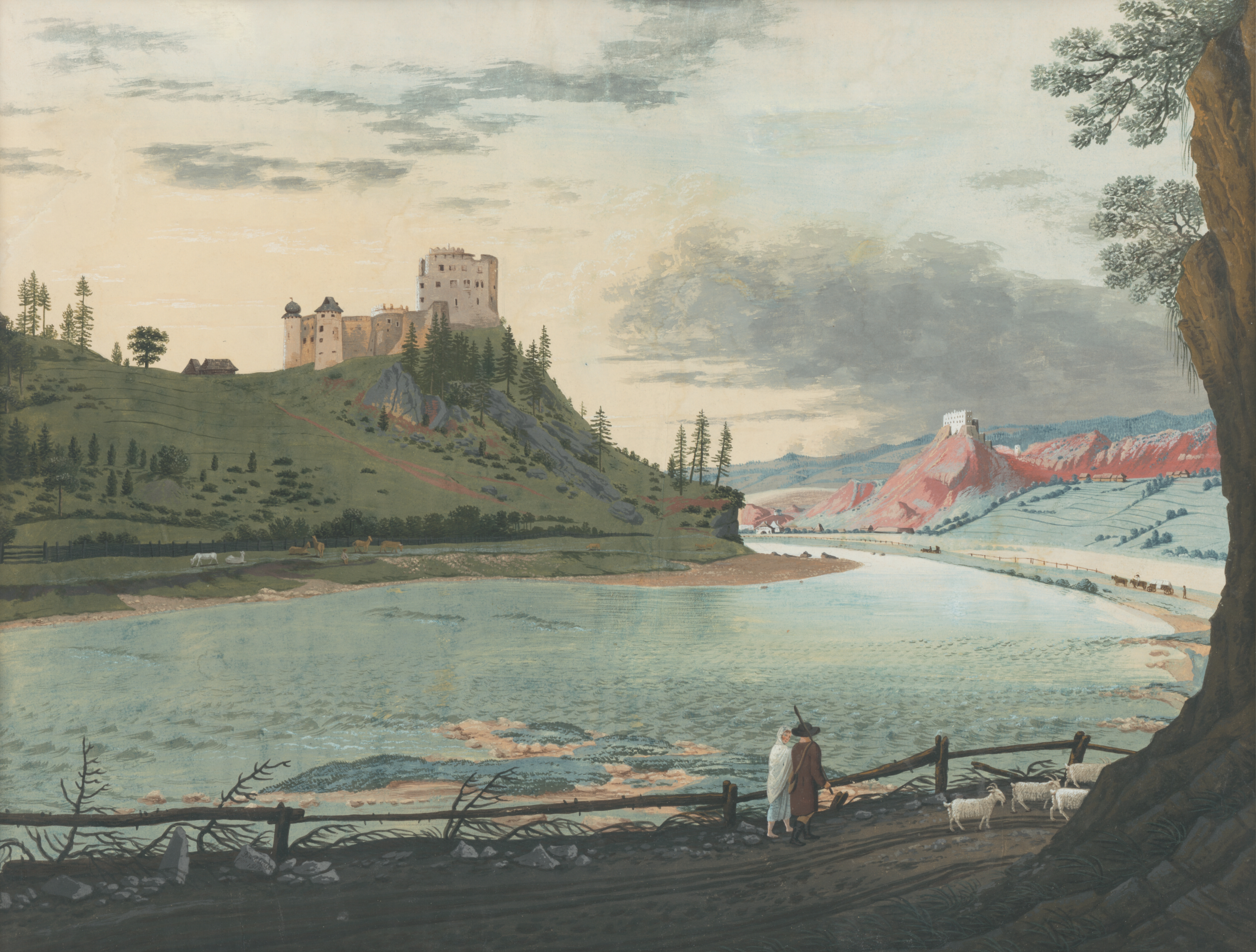
Замок на картине 1815 года

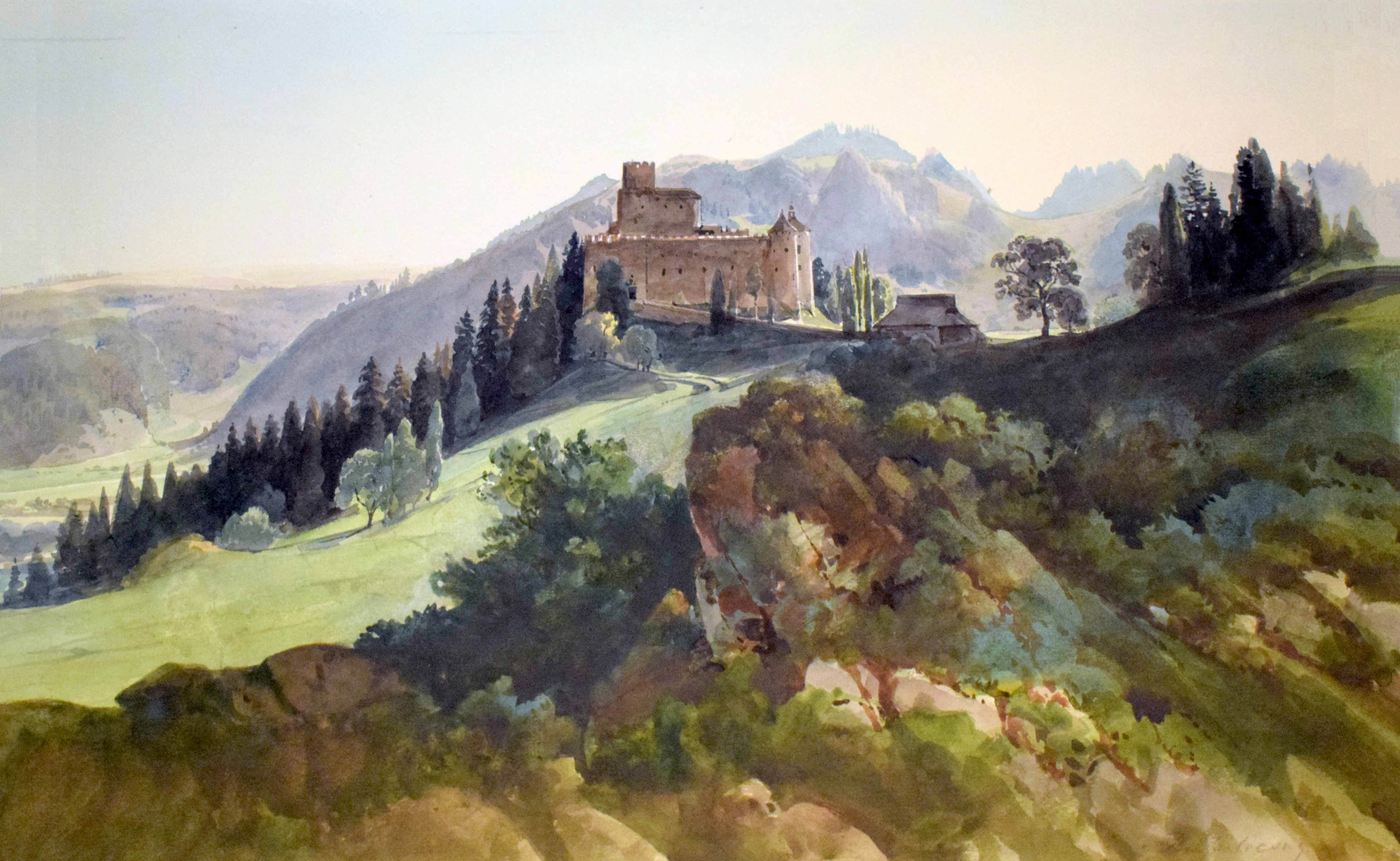
Замок на картине 1860 года

### Ранний период
Скорее всего, изначально на месте замка находилась сторожевая башня.
Впервые замок Дунаец (под латинским названием Novum castrum de Dunajecz ) упоминается в документе 1325 года. Замок был собственностью семьи Яна и Рикольфа Берзевичей, владельцев посёлка Брезовица (район Сабинов) и окрестных земель. Они были внуками рыцаря фон Рудигера из Тироля, который служил у венгерского короля Андраш II в 1209 году получил в ленное владение Недзицу. В 1330 году владельцем замка упоминаются Вильгельм фон Другет, жупан округи, а позднее его брат Клаус.
В 1425 году Дунаец оказался в руках Петра фон Шварца из Берзевичей, который был казначеем императора Сигизмунда. К тому времени феодальное «Панство Недзицкое» занимало значительную территорию.
С 1470 года замок находился во владении жупана спишского Эмериха Запольяи. Его внучка Барбара Запольяи стала польской королевой в качестве первой жены Сигизмунда I. В свою очередь внук его брата, Янош I Запольяи, воевода Трансильвании, в 1526 году стал венгерским королем. В победе Яноша во время борьбы за престол большую роль сыграл дипломат Иероним Лаский, который в 1528 году в благодарность вместе с Недзицким повятом получил Кежмарок, Гелницу и замок Дунаец.
В течение 60 лет замок находился во владении рода Лаский: сначала Иеронима, а позже его сына Альбрехта. Альбрехт, любивший жить к роскоши, и, нуждаясь в деньках, сначала заложил замок, а потом продал его Ержи Хорвату. Новый владелец основательно перестроил комплекс, превратив его в великолепную резиденцию в стиле ренессанс. В этот период замок и обрёл современный вид. Затем замок был передан в аренду итало-венгерской семье Джованелли. Представители этого рода жертвовали крупные суммы на церковь. При этом сам замок стал постепенно приходить в упадок.
Новым владельцем замка стал Анджей Хорват. Он перестроил танцевальный зал и вскоре комплекс стал известен на всю Венгрию, так как здесь не раз устраивали грандиозные балы. В 1858 году замок оказался в собственности другой венгерской семьи — Саламонов.

### XX век
После окончания Первой мировой войны замок оказался на территории независимой Польши. При этом до 1945 года оставался в собственности семьи Саламонов. Любопытным обстоятельством этого периода можно считать сохранение в усадьбе до 1931 года остаточных форм крепостного права (самой продолжительное в Европе). Последним владельцем была графиня Илона Бетхельн Саламон.
Одна из самых загадочных страниц в истории замка связана с одной находкой уже после завершения Второй мировой войны. Обнаруженное кипу (разновидность записи информации в виде узелков), многим считалось зашифрованной формой сообщения о спрятанных сокровищах. Согласно популярной местной легенде, в конце XVIII века в замке скрывались инки, сторонники Тупака Амару II, спасавшиеся от испанских гонений. В замке беглецы спрятали часть привезённых сокровищ, которые были предназначены для финансирования восстания против Испании  .
С 1948 года в замке проводились реставрационные работы и частичная реконструкция. В ряде помещений разместился Дом творчества Ассоциации историков искусства, а другие были открыты для посетителей. Вскоре здесь открылся музей истории Спишского края. В 1960 году в башне была устроена сейсмологическая станция Отделения геофизики Польской академии наук.

## Современное состояние
Сегодня в замке располагается музей и гостиница. Он является одной из главных исторических достопримечательностей южной части Малопольского воеводства.
В музее имеется богатая коллекция мебели и предметов быта XVI и XIX веков. На высоких точках комплекса оборудованы смотровые площадки. В подвалах замка имеется экспозиция, посвящённая периоду, когда они служили тюрьмой и местом пыток узников. На краю двора верхнего замка сохранился высеченный в твердой известняковой скале глубокий 60-метровый колодец.
На противоположной стороне водохранилища находятся руины замка в Чорштыне .
И по плану с 8 по 10 марта там будут проведены прогулки в рамках весеннего движа.

## Замок в кино
Недзицкий замок был местом съёмок многих фильмов.
- В марте 1955 года здесь снимали некоторые сцены фильма «Месть» по комедии Александра Фредро с 16-летней Беатой Тышкевич в главной роли Клары.
- В 1967 году в залах замка и в непосредственной близости от него был снят фильм о войне «Безумная ночь» по роману Натальи Роллечек .
- В 1975 году в замке был снят фильм «Мазепа» по мотивам одноимённой драмы Юлиуша Словацкого.
- Замок также стал декорацией для двух сериалов: «Яносик» и «Праздники с привидениями».

## Галерея

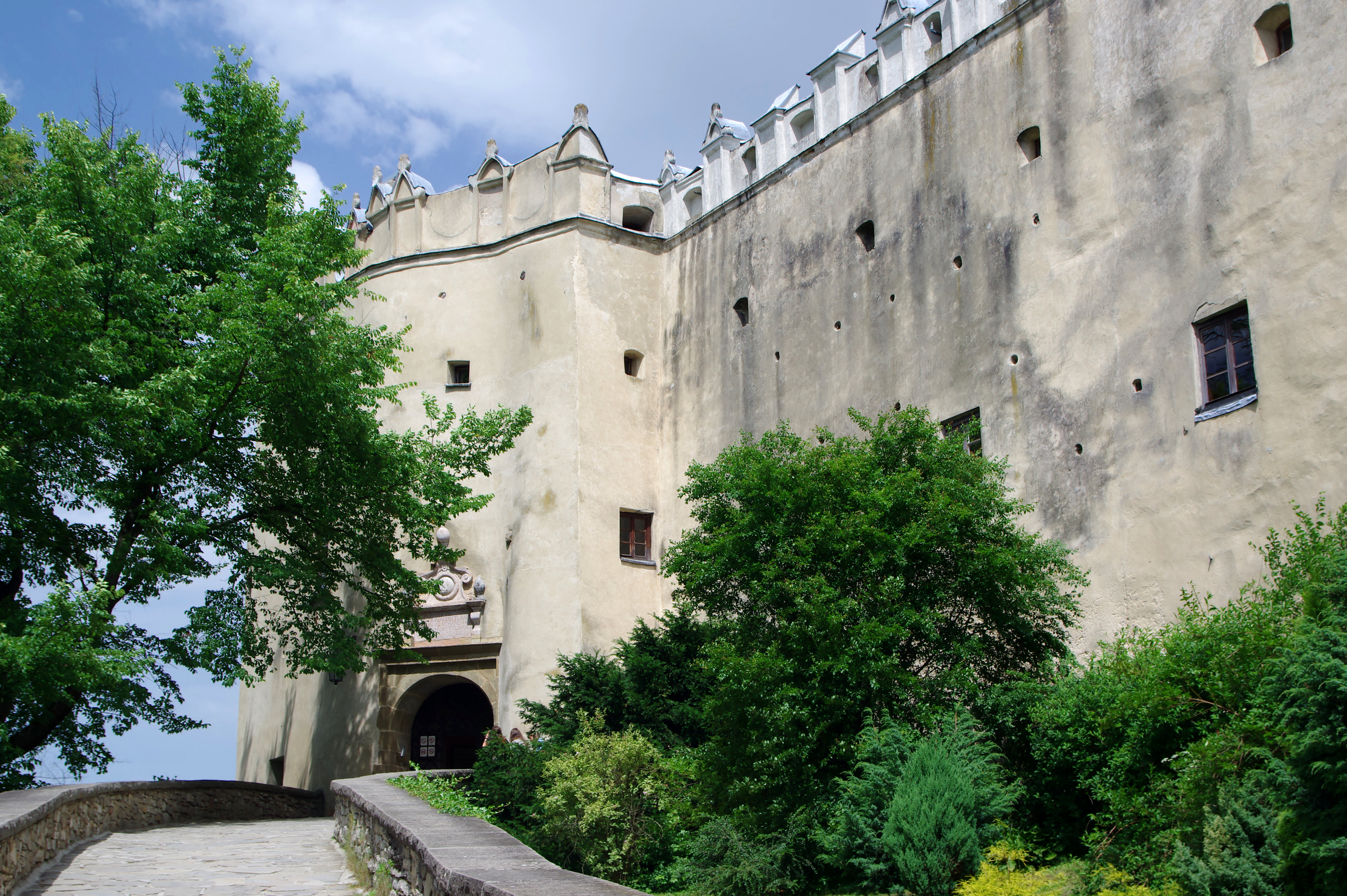
Ворота, ведущие во двор замка
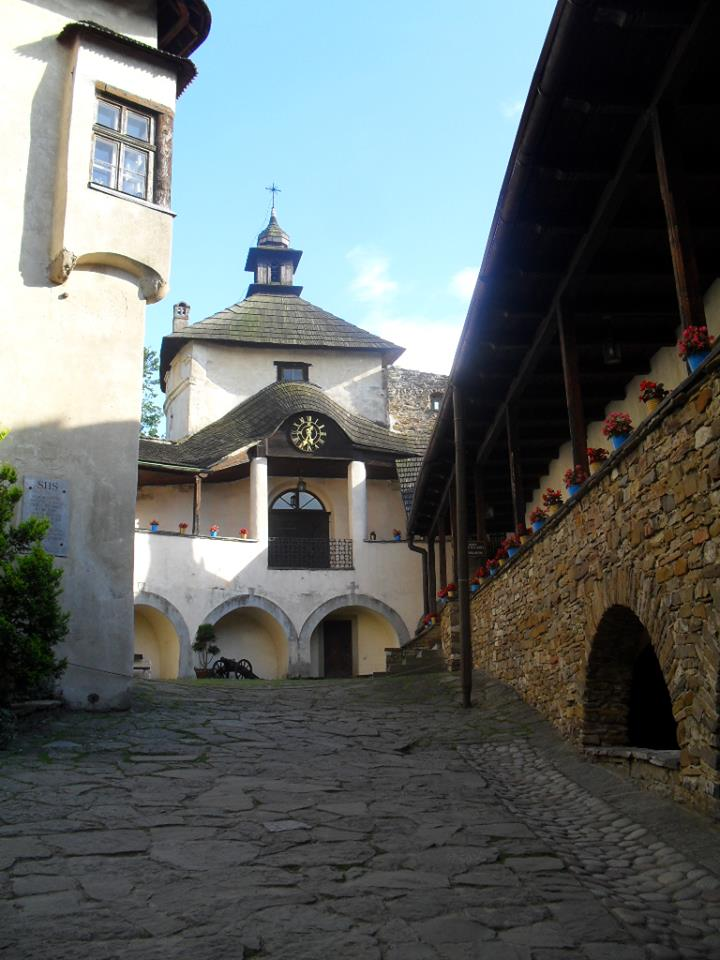
Внутренний двор
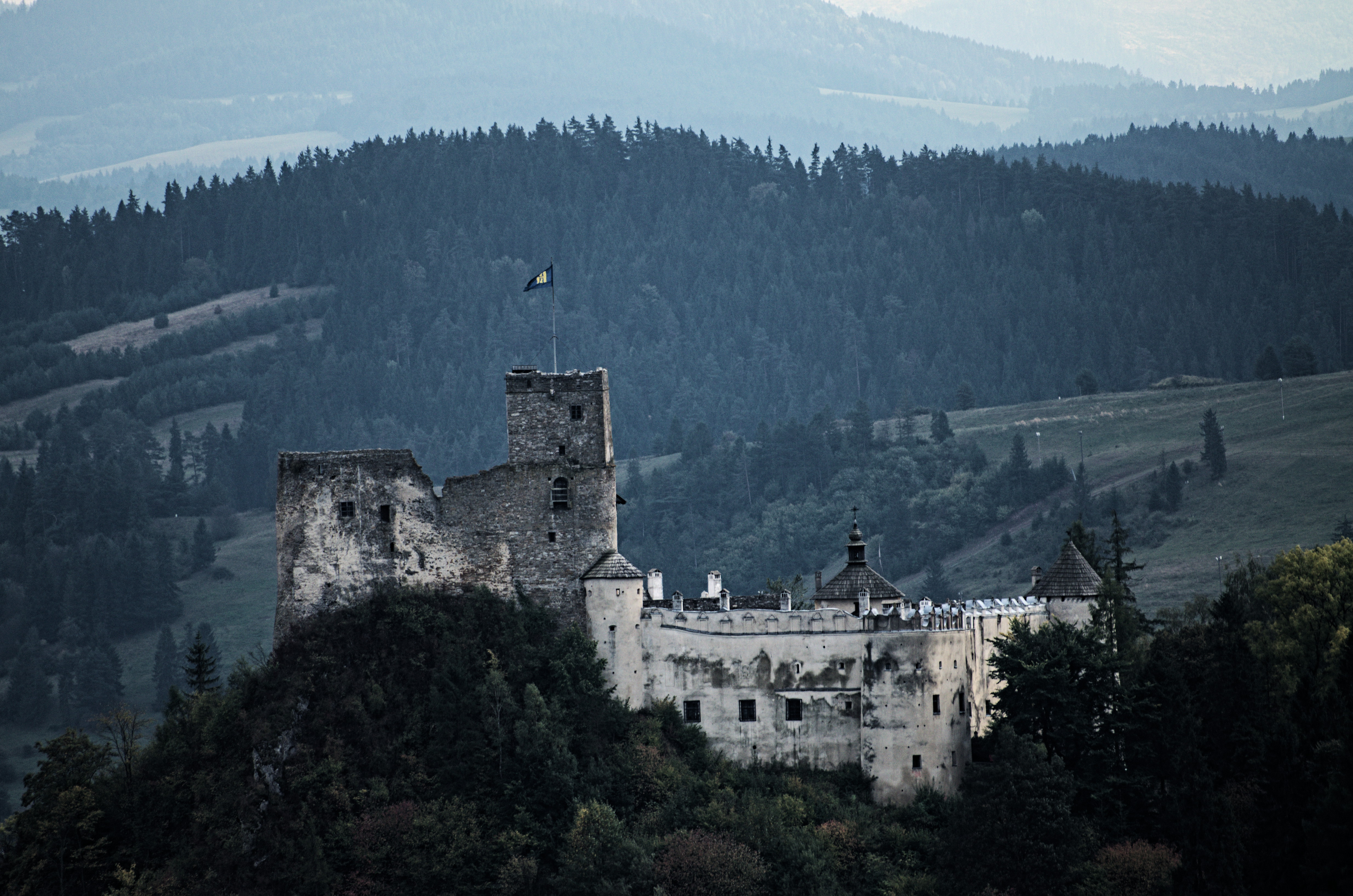
Замок на фоне гор
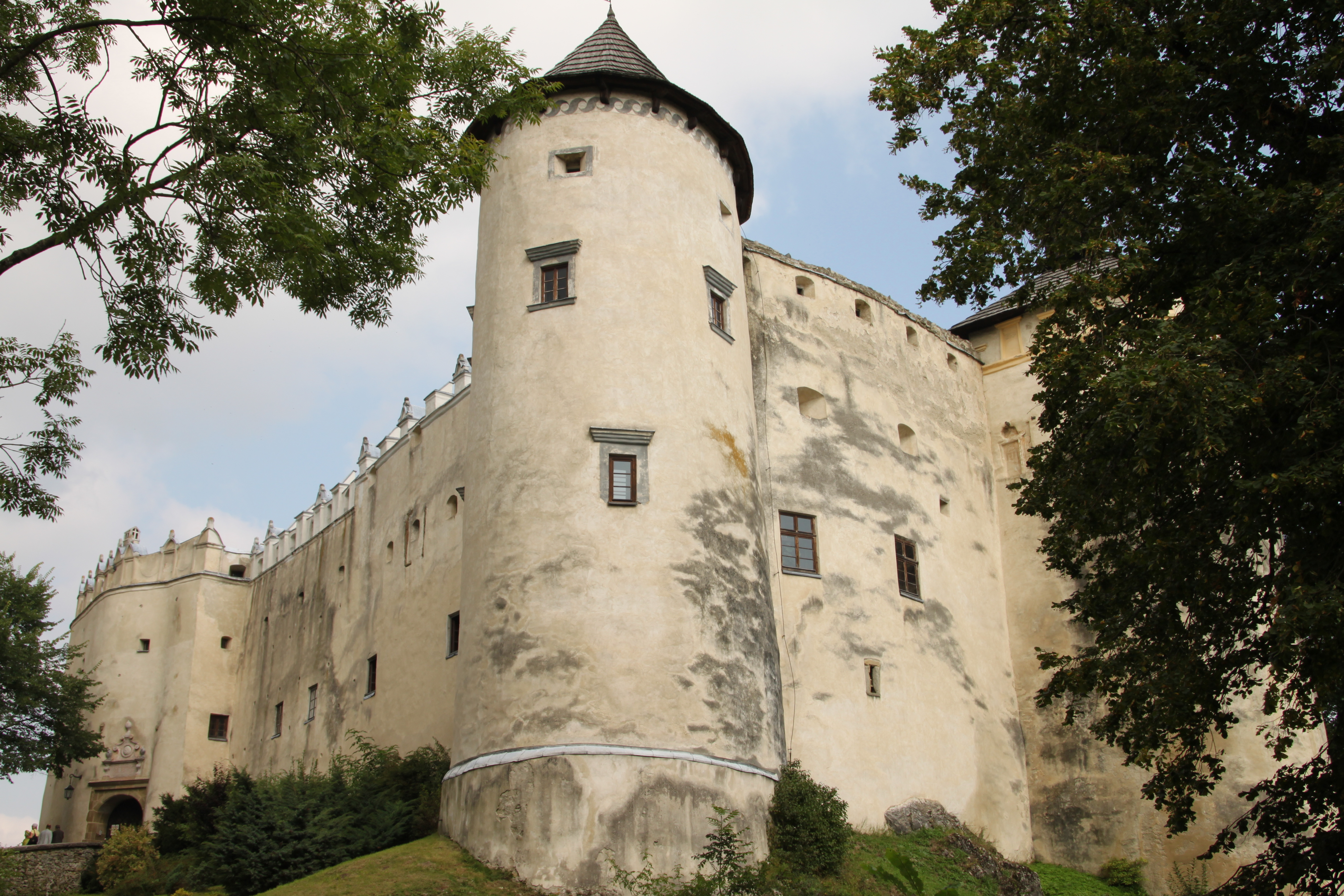
Круглая угловая башня
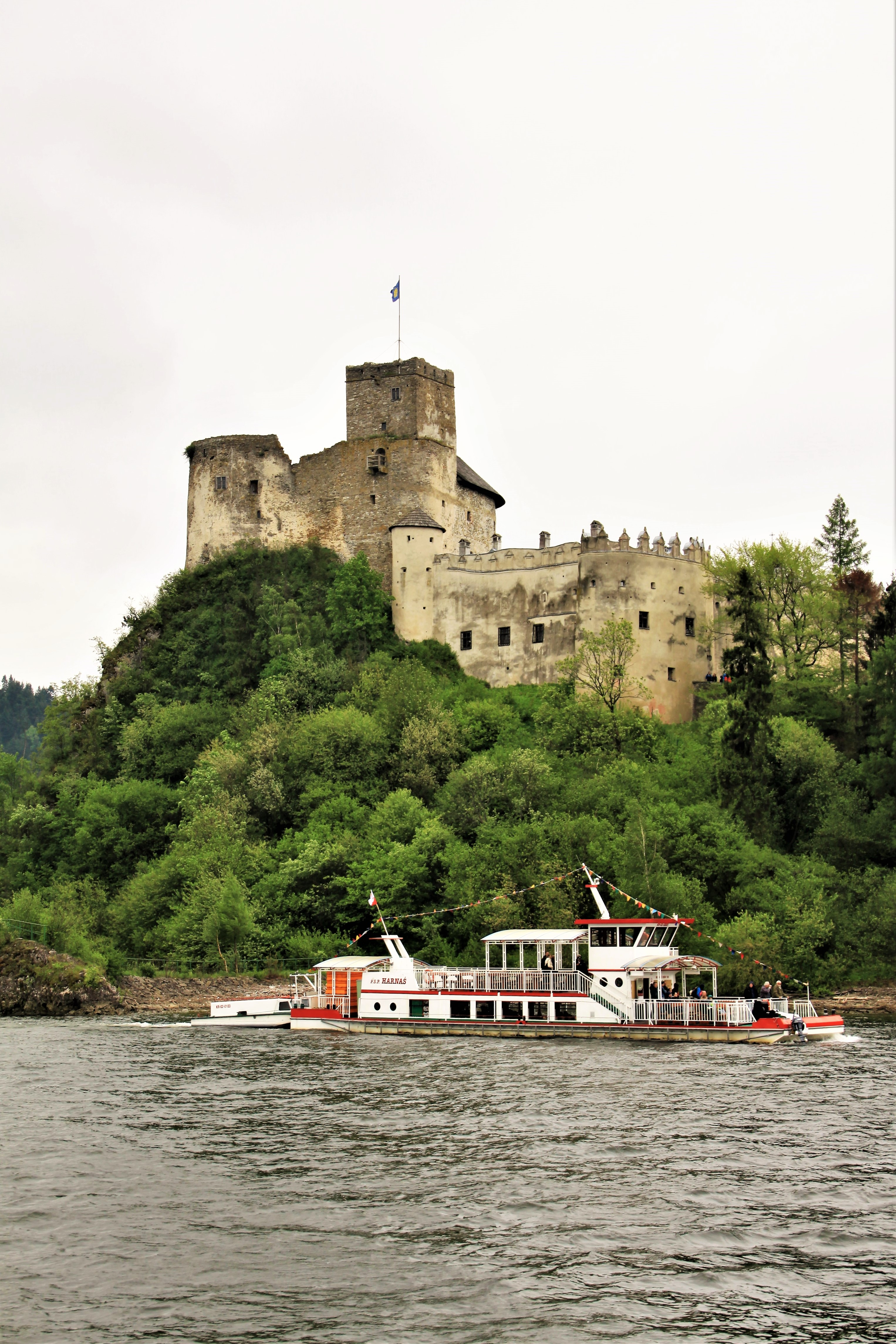
Замок со стороны воды